# Iridineae
Iridineae je podtribus perunikoivki, dio tribusa Irideae.
Postoje 2 roda, tipičan je Iris, a vrsta Iris germanica L.. Belamcanda Adans. sa jednom vrrtom, sinonim je za Iris.

## Rodovi
1. Subtribus Iridineae
  1. Dietes Salisb. (6 spp.), dietes
  2. Iris L. (313 spp.), perunika.